# Kaitzbach
Der Kaitzbach, früher auch Kaiditzbach, ist ein im Süden Dresdens gelegener linker Nebenfluss der Elbe. Seine Länge beträgt gegenwärtig 11,92 Kilometer, die mittlere Durchflussmenge beläuft sich auf etwa 35 Liter pro Sekunde. Benannt wurde er nach dem Dorf und jetzigen Dresdner Stadtteil Kaitz.

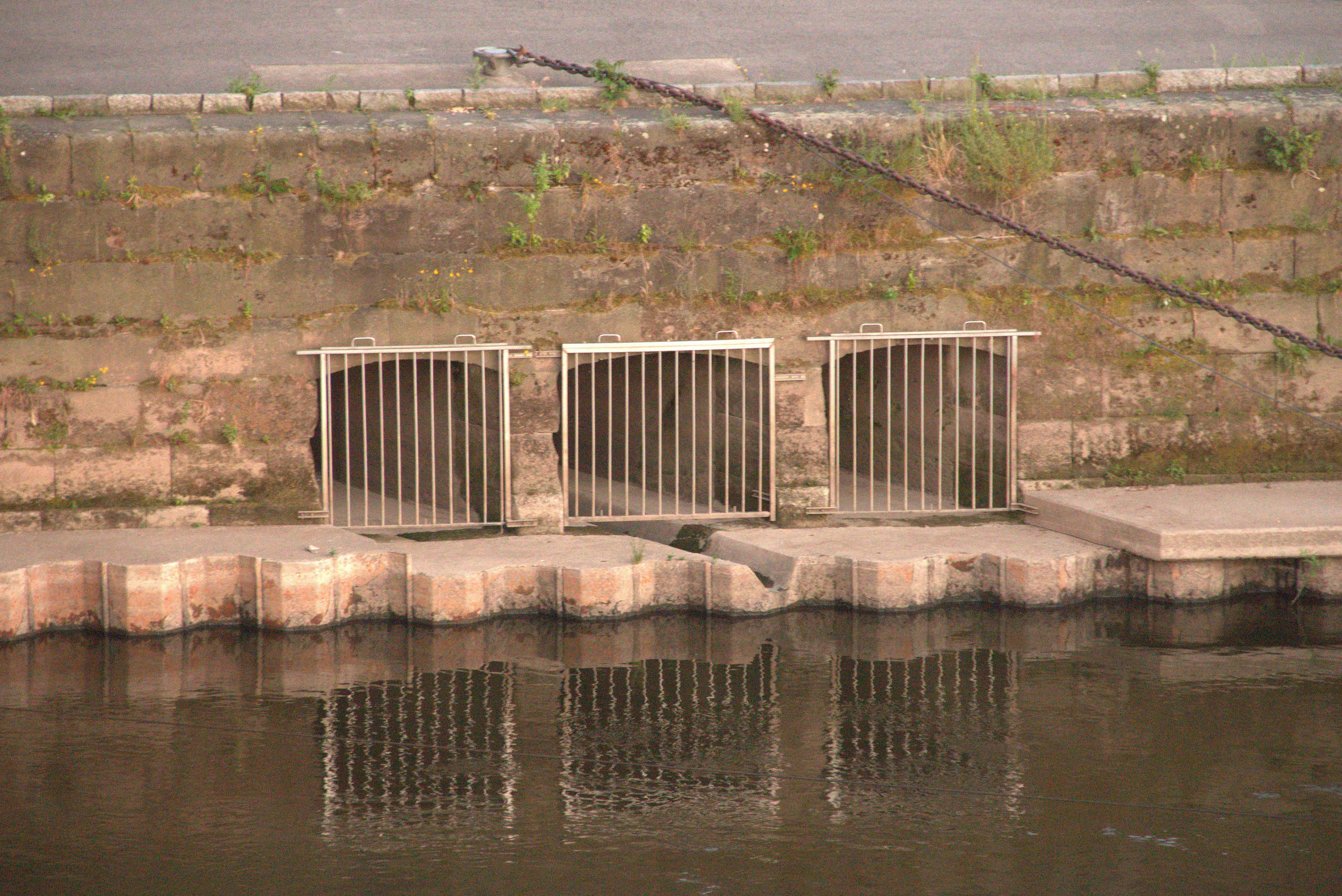
Mündung Kaitzbach

## Verlauf

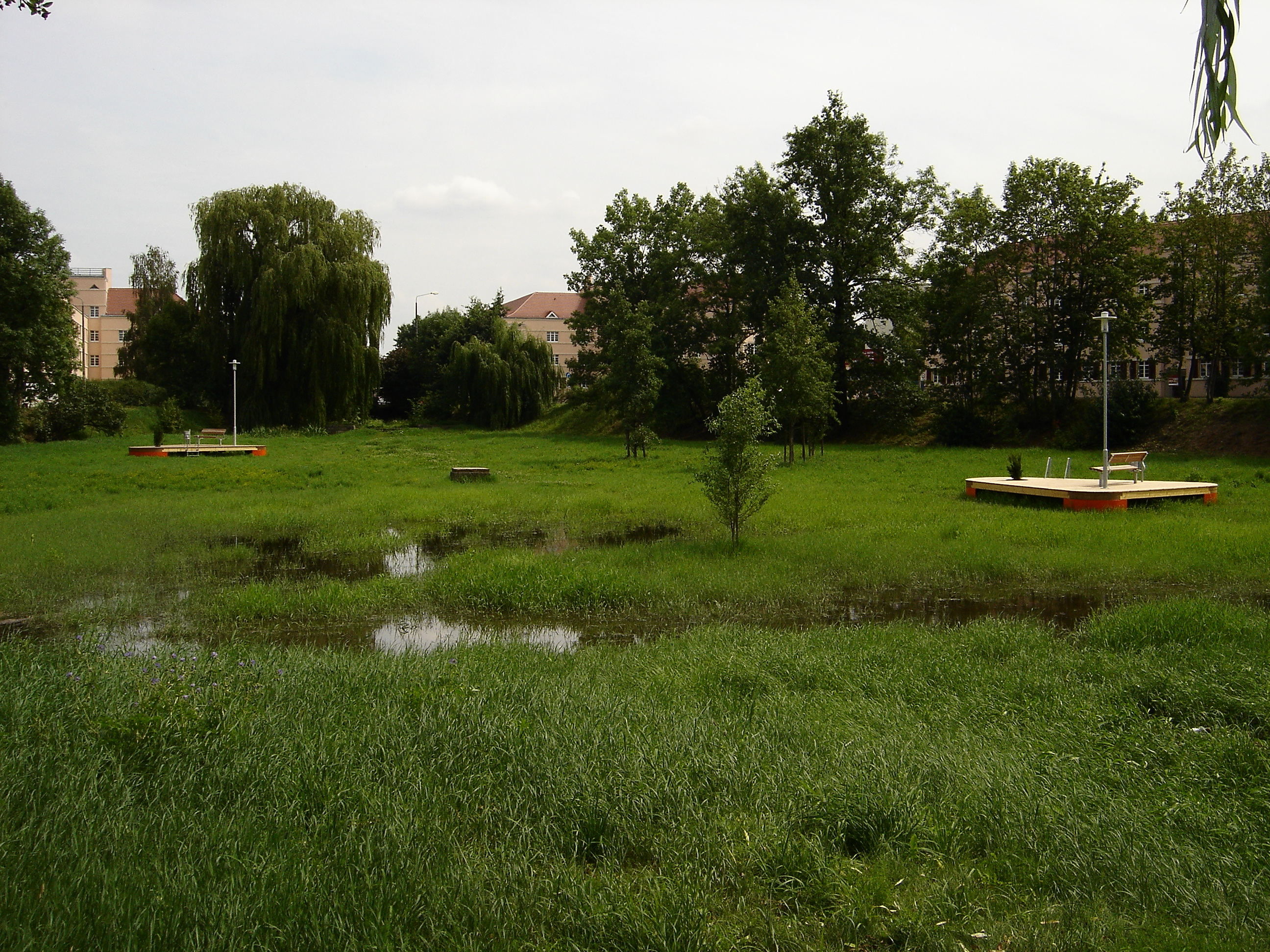
Die beiden schwimmfähigen „Parkmöbel am Kaitzbach“ von Joachim Manz im Hugo-Bürkner-Park befinden sich in einer begrünten Wanne, die dem Kaitzbach im Rahmen des Dresdner Hochwasserschutzes als Flutbecken dient.

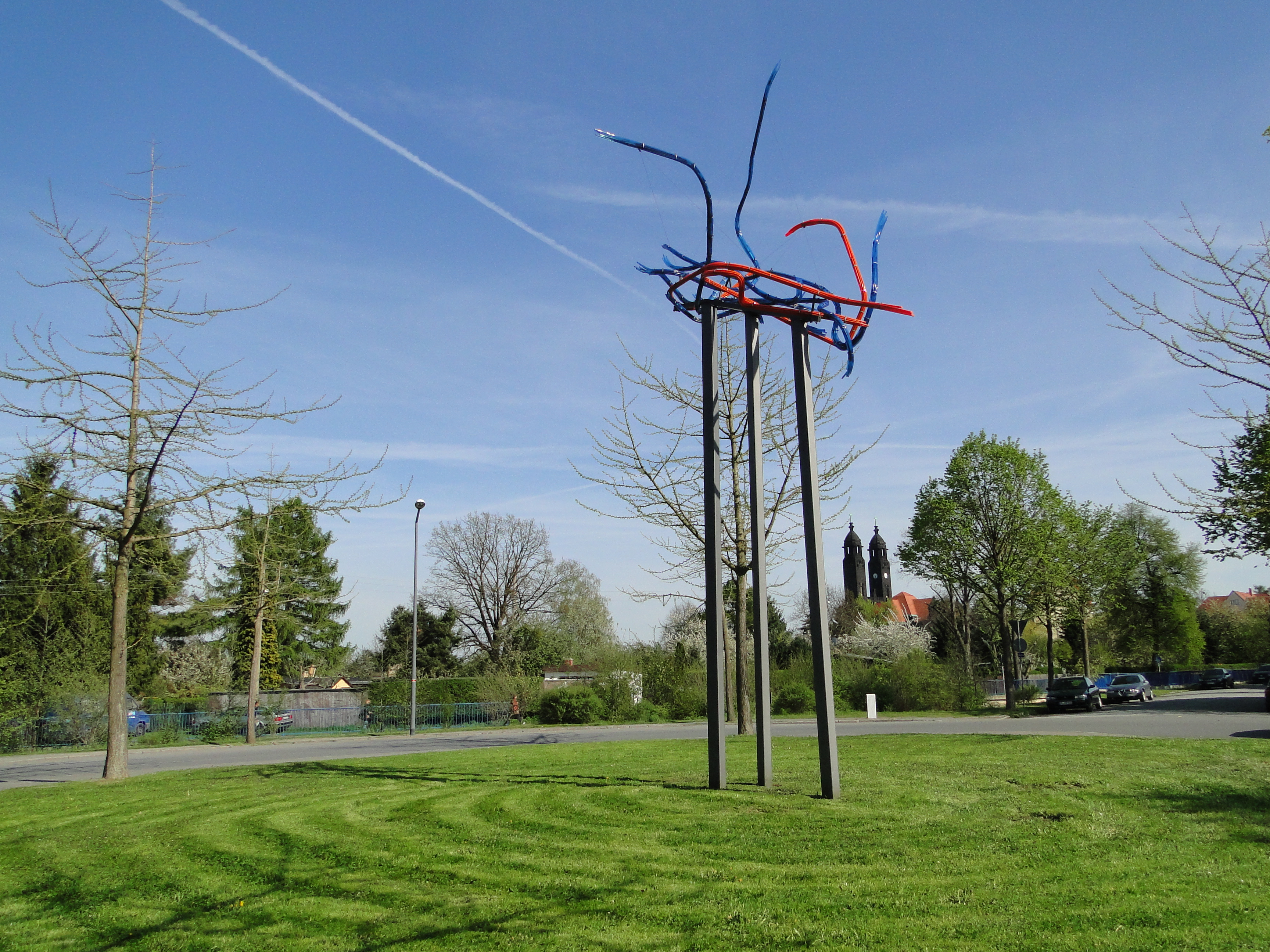
Auf dem Kreisel des Gustav-Adolf-Platzes erinnerte die „Innere Mitte“ von Kerstin Franke-Gneuß an das unterirdische Flussbett zwischen Wasaplatz und Großem Garten, bevor sie 2017 verkehrsplanungsbedingt (ebenfalls kaitzbachnah) nach Altstrehlen versetzt wurde.

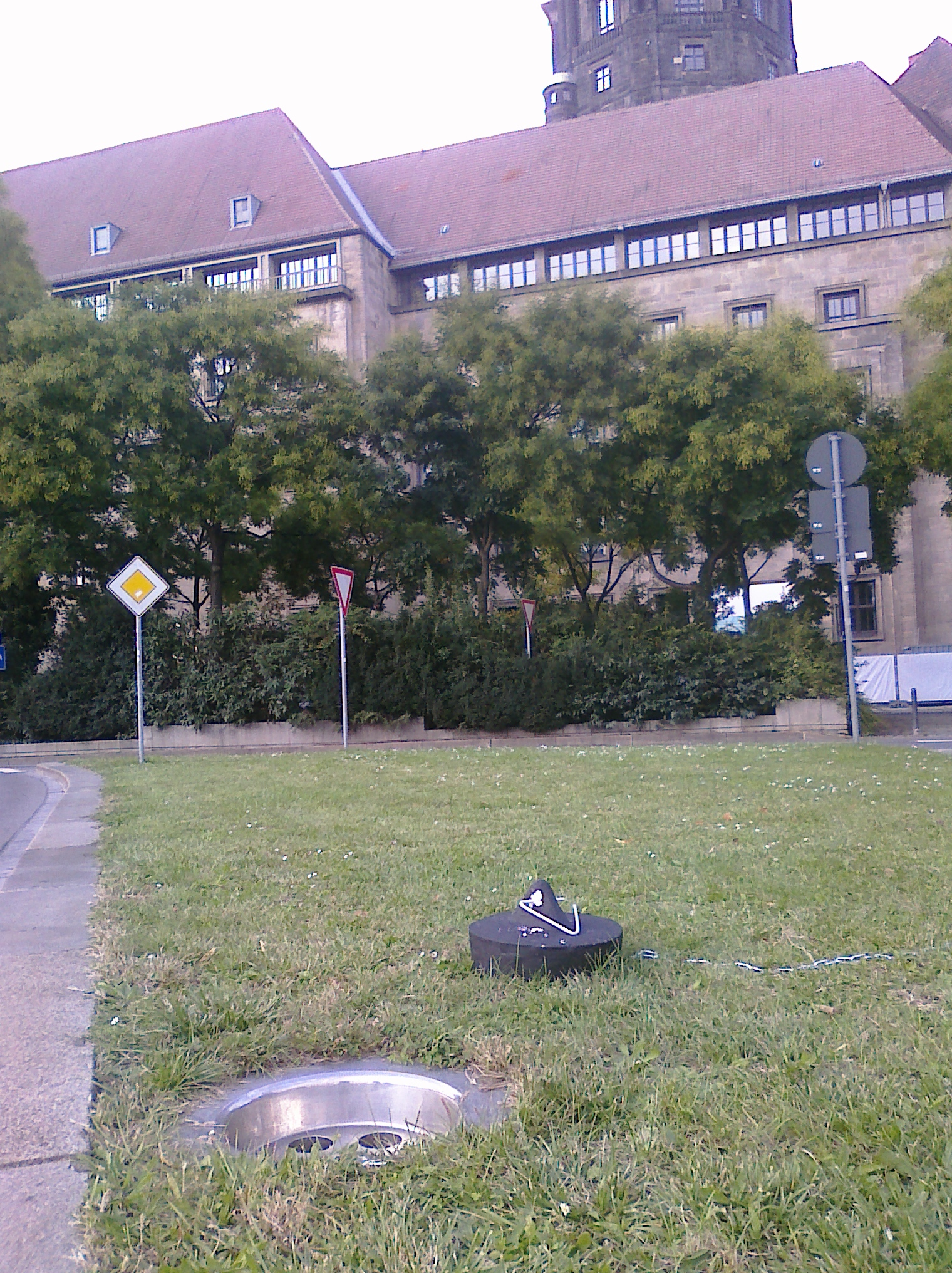
Westlich des Georgplatzes markiert das mehrteilige Kunstwerk „Haltepunkte“ von B.K.H. Gutmann den ursprünglichen Verlauf des Kaitzbachs in der Nähe des Neuen Rathauses.

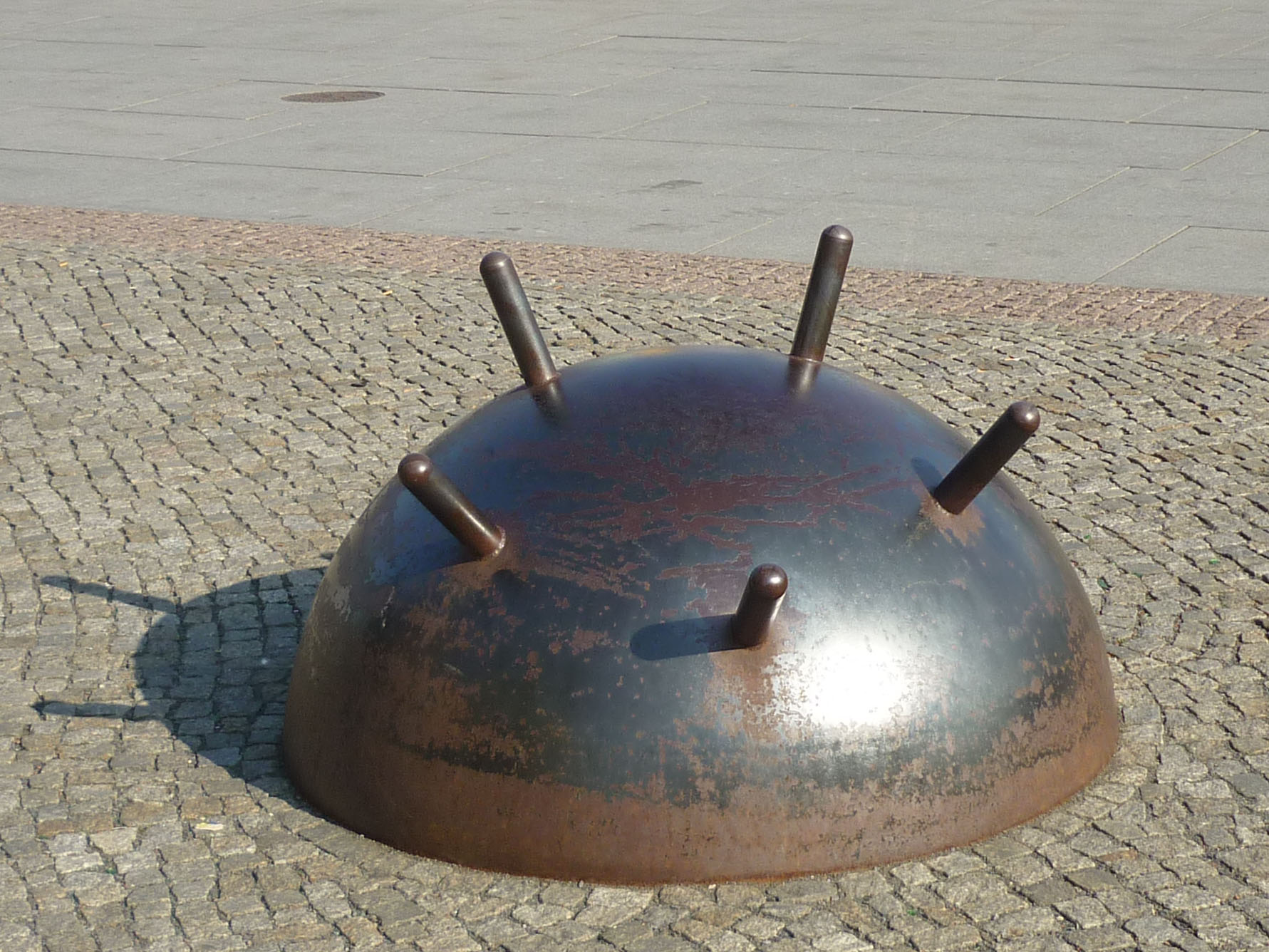
Nördlich des Pirnaischen Platzes deutet Angela Hampels stählerne Halbkugel „Treibgut“ auf einen weiteren Punkt des Verlaufs.

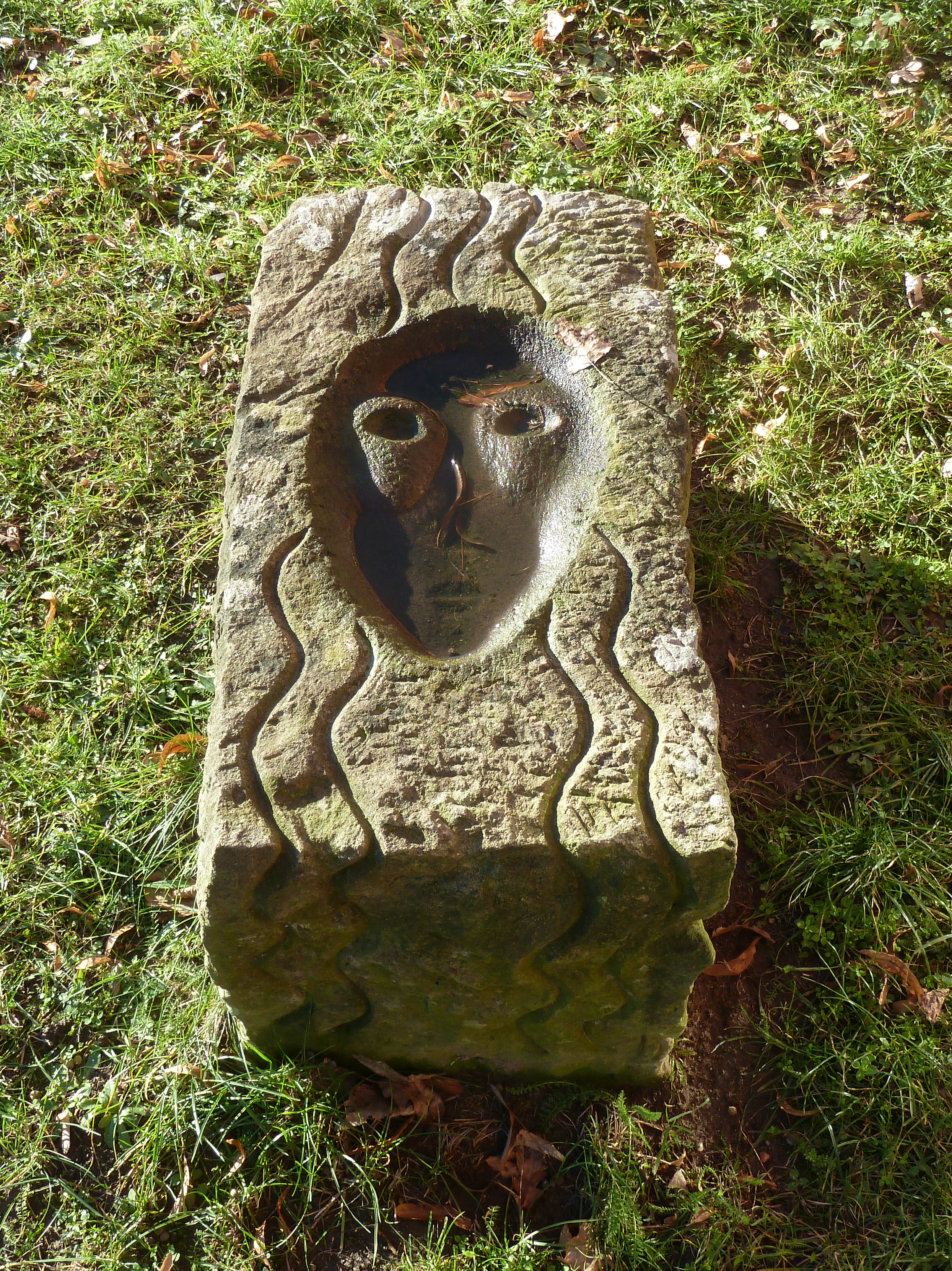
Der neunte und letzte von Christa Donners „Musensteinen“ befindet sich nahe dem Rathenauplatz vor dem Gebäude der ehemaligen Reichsbank.

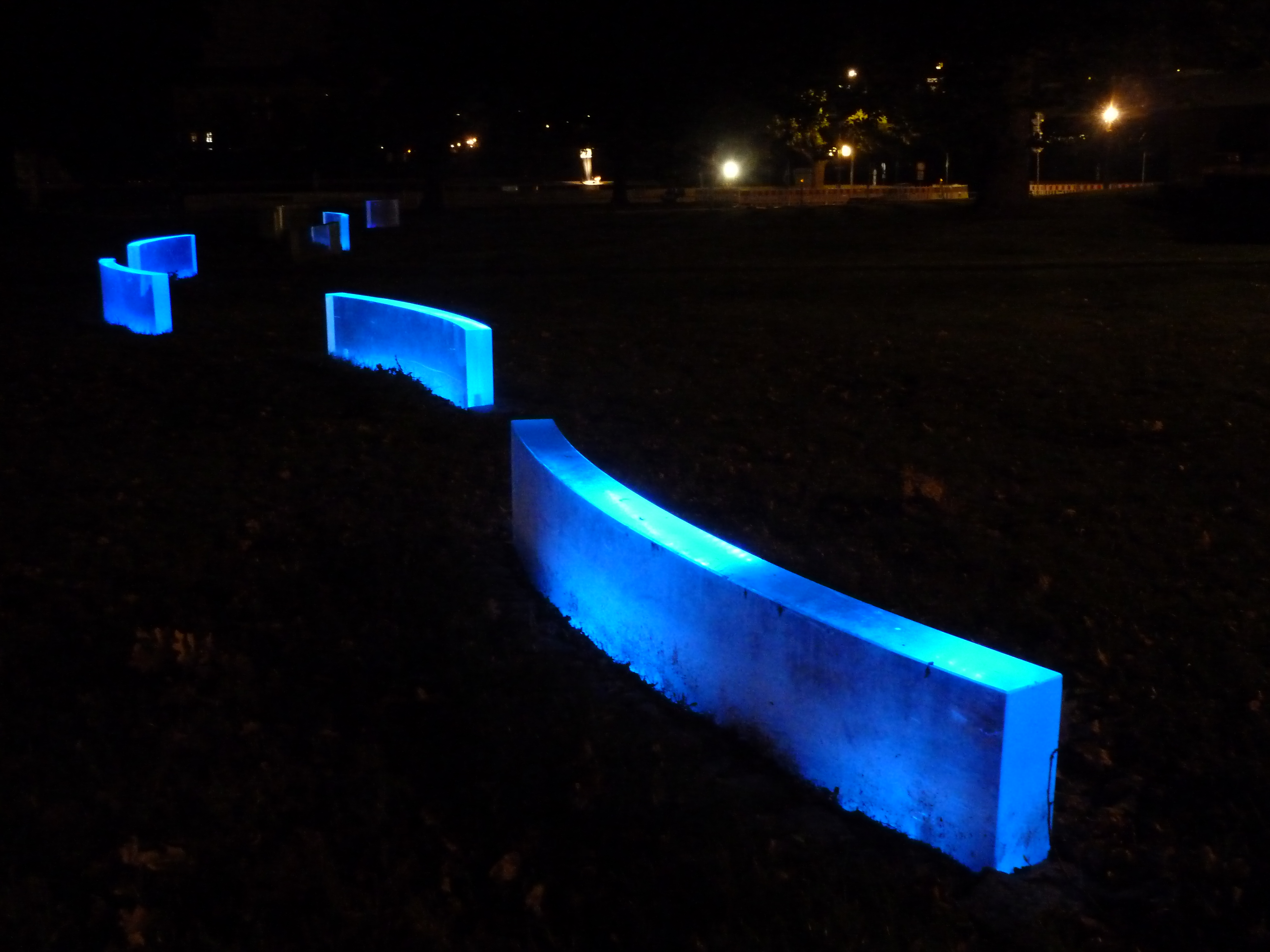
„Aqualux“ von Kirsten Kaiser – Neun bei Nacht beleuchtete Acrylglassegmente auf der Wiese am früheren Gondelhafen am Hasenberg markieren den Verlauf des Kaitzbachs an der Neuen Synagoge kurz vor der Mündung in die Elbe.

Der Kaitzbach entspringt oberhalb des Bades von Kleinnaundorf an der Westseite des Horkenberges, fließt durch den Kaitzgrund und Kaitz (hier Zufluss des Zschaukebaches) nach Mockritz (hier Zufluss des Nöthnitzbaches), von da weiter durch den Dresdner Stadtteil Strehlen. Teile seines Laufes sind unterirdisch gelegt, so am Bahnhof Strehlen. Danach erreicht er in dieser Form den Großen Garten, wo er sich verzweigt. Seit 2008 wurde ein Teil des Kaitzbaches freigelegt und der Hochwasserschutz verbessert. Früher floss der Kaitzbach in die Kanalisation. Nun fließt der Bach sichtbar im Großen Garten und versickert am Rodelbergbrunnen. Der alte Verlauf wird südlich an der Parkseite des Dresdner Zoos entlang geleitet, der andere Zweig speist den Carolasee und den mit ihm verbundenen Neuteich im nördlichen Teil des Großen Gartens. Als Kaitzbach-Flutgraben verlässt das kanalartig ausgebaute Gewässer an der Stübelallee den Großen Garten, wo es unterirdisch in nördliche Richtung abgeführt wird.
Der Kaitzbach fließt durch die Parkanlage Bürgerwiese in der Pirnaischen Vorstadt, wo er zeitweilig die Wasseranlagen im Park des nicht mehr erhaltenen Prinzen-Palais speiste. In der Bürgerwiese mündete ein kleiner Wasserlauf in den Kaitzbach, der vom Elbtalhang am Zelleschen Weg unterhalb von Räcknitz aus seinen Verzweigungen Wasser heranführte.
Am nordwestlichen Ende der Bürgerwiese speiste der Kaitzbach den künstlich angelegten und 1849 zugeschütteten Jüdenteich am heutigen Körnerdenkmal und mündete in den vormaligen Festungsgraben der alten Stadt. In weiter zurückliegenden Jahrhunderten verzweigte er sich im Bereich der mittelalterlichen Stadt kanalartig und war neben einigen Röhrenleitungen (Wasser der Weißeritz und des Heiligen Borns) die Hauptwasserversorgung Dresdens.
Unweit des Rathauses und am früheren Brühlschen Garten ist der Verlauf nur noch unterirdisch vorhanden. Nahe der Synagoge wird der Verlauf durch nachts leuchtende Glaselemente angezeigt. Der Kaitzbach mündet am Terrassenufer unterhalb des östlichen Endes der Brühlschen Terrasse in die Elbe. Er ist einer der wenigen in die Elbe mündenden Bäche, deren Lauf zunächst parallel zur Elbe und zudem im Kaitzgrund nach Südosten, also elbaufwärts, gerichtet ist.
Auf eine Initiative der Dresdner Sezession 89 entstand ab dem Jahr 2000 der WasserKunstWeg Mnemosyne, der den Kaitzbach an seinem innerstädtisch nicht mehr sichtbaren Verlauf künstlerisch begleitet. Eine Besonderheit stellen Christa Donners neun „Musensteine“ dar (nach den Töchtern der Mnemosyne), die dem WasserKunstWeg nicht nur seinen Namen gaben, sondern von der Kaitzbachquelle bis zum innerstädtischen Rathenauplatz in der Nähe der Mündung verteilt sind.

## Geschichte
Aus Grabungsfunden ist eine frühe slawische Besiedlung des Kaitzgrundes (unterhalb von Coschütz) nachgewiesen. Der Ursprung des Dorfes Kaitz ist ein slawischer Rundweiler. In der Zeit um 1200 befanden sich am damals auch Grundbach (vor allem der Oberlauf des Baches) genannten Fließ etwa fünf Wassermühlen, die teilweise bis zur Mitte des 20. Jahrhunderts Bestand hatten. Die erste am Wasserlauf und noch zu Cunnersdorf gehörende Mühle war die Ehrlichsmühle, später nach der Nutzung Guts-, Knochen- oder Kuchenmühle genannt. Die weiteren drei Mühlen lagen alle auf Kaitzer Flur. Die mittlere davon war die Adamsmühle, die im Weiteren nach ihren späteren Besitzern auch Claus-, Walters- oder Herrmannsmühle hieß. Die nächste weiter talwärts war die Köhler- oder Zschachlitzmühle. Diese musste 1955 dem Anlegen der Abraumhalde des Gitterseer Bergbaus weichen. Im weiteren Verlauf des Baches (Bewohner des Kaitzgrundes sagen „die Bach“), am ehemaligen Zusammenfluss mit dem Zschaukebach in Altkaitz, liegt die Grundmühle, später Hofemühle. Zu Beginn des 17. Jahrhunderts war der Salzkassenverwalter Walter Lehmann deren Besitzer. Letztere ist eine der Keimzellen des Amtslehngutes und damit des Dorfs Kaitz und auf dem Grundstück Altkaitz 6 zu großen Teilen erhalten. Auf Mockritzer Flur befand sich schließlich unterhalb des Münzteichs die Mockritzer Mühle, später ein Ausflugslokal (Münzteichweg 23).
Eine weitere Mühle am Kaitzbach – die Strehlener Mühle – stand in Strehlen (Dohnaer / Mockritzer Straße). Die Wassermühle in der Dohnaer Straße 18 (Dresden-Strehlen) wurde 1870 zur Dampfmühle umgebaut.
Ab 1682 speiste der Kaitzbach ein Jahrhundert lang ein großes Gondelbecken im Blüherpark und wurde zwischen 1783 und den späten 1920er Jahren durch diesen Bereich umgeleitet. Während der Schlacht um Dresden im Jahr 1813 gehörte der Kaitzgrund mit seinen Hängen und umgebenden Höhen zu den wichtigen strategischen Lagen und war aus diesem Grunde von August bis Oktober des Jahres mehrfach hart umkämpft. Mitte des 19. Jahrhunderts entwickelte sich der Kaitzgrund zu einem beliebten Naherholungsgebiete der Dresdner. Das führte zu einer großen Zahl von Ausflugsgaststätten. 1925 wurde vor dem Zufluss des Nöthnitzbaches das Naturbad Mockritz (damals Familienbad Dresden-Mockritz) eröffnet. Zu dieser Zeit wurde auch mit dem damals radioaktiven, angeblich heilenden Wasser des Baches geworben. Das Bad wurde 2011 umfassend saniert.
Das Ende dieser Nutzung wurde durch die Stadt Dresden eingeleitet, die zu Beginn des 20. Jahrhunderts am Hang nördlich von Kaitz eine Müllkippe anlegte. Durch den in den 1950er Jahren in Coschütz/Gittersee betriebenen Uranabbau wurde der Kaitzgrund zwischen Cunnersdorf und Coschütz durch eine von zwei (radioaktiv belasteten) Abraumhalden (zunächst Schlammteiche) zugeschüttet. Der so zeitweilig verseuchte Kaitzbach wurde durch einen 800 m langen Stollen am südlichen Hang unter der Halde durchgeleitet. Hier nimmt der Kaitzbach noch die infolge der Grubenwasserhaltung der Gitterseer Schächte anfallenden Wassermengen von 8 bis 12 Liter pro Sekunde auf. Der Gondelteich Carolasee im Großen Garten wird vom Kaitzbach gespeist. Anfang der 1990er Jahre wurde dieser Teich in einer aufwändigen Aktion von radioaktiv kontaminiertem Schlamm des Kaitzbaches befreit.

Kaitzbach auf alten Kartenwerken
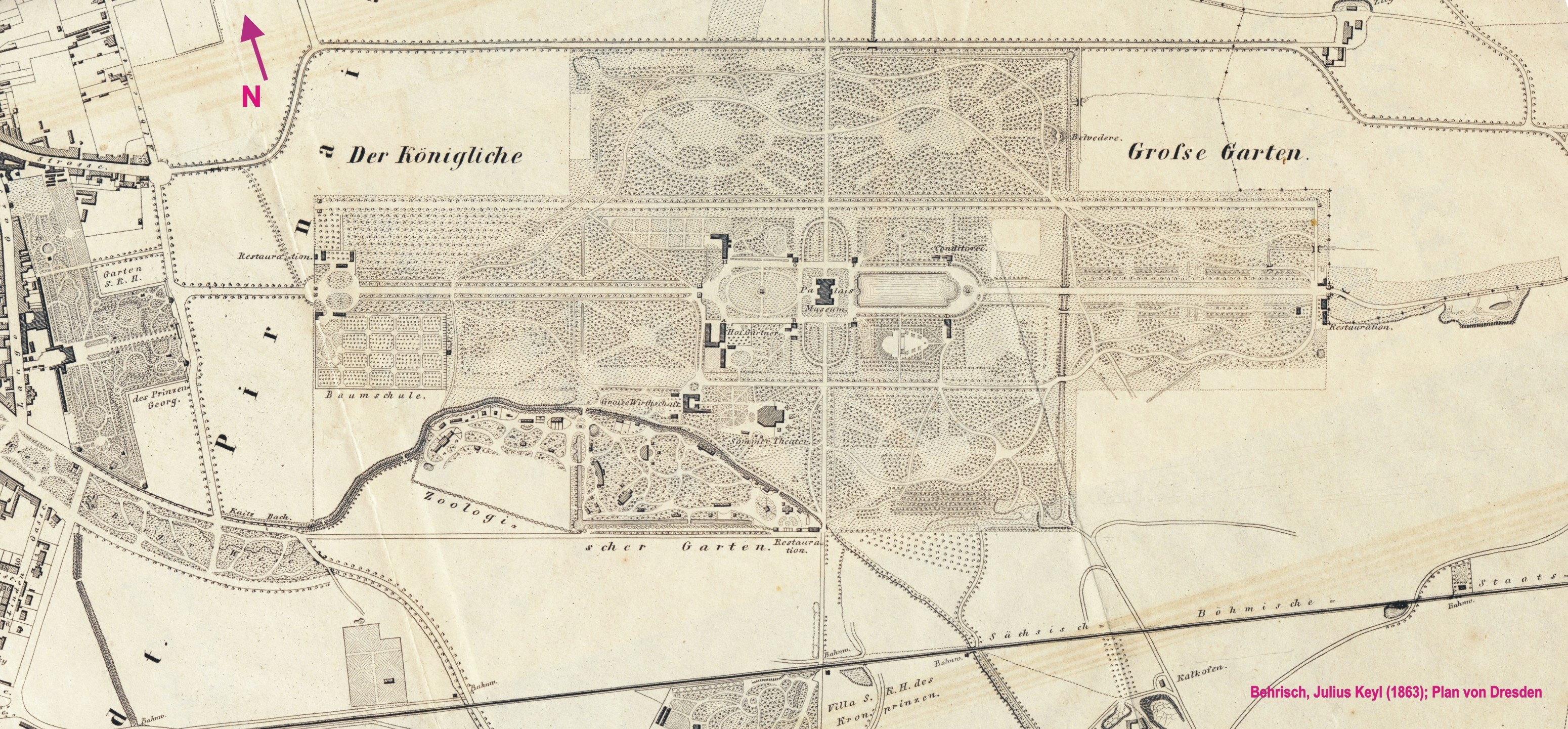
Verlauf des Kaitzbaches am Großen Garten und Bürgerwiese um 1863
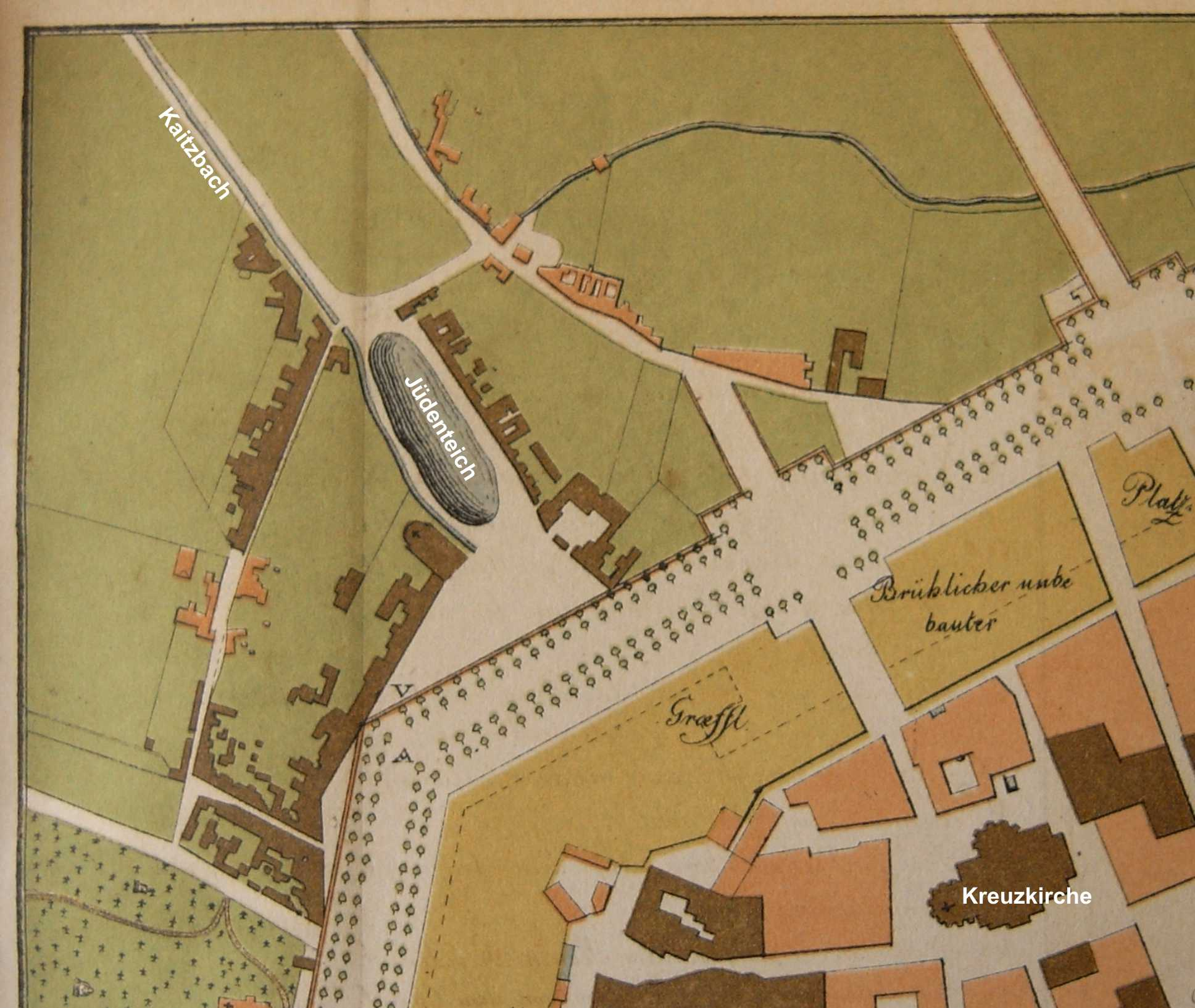
Jüdenteich und Kaitzbach um 1759 am Stadtwall nahe der Kreuzkirche (Karte gesüdet)

„In Dresden mieteten meine Eltern die erste Etage des Tepmannschen Hauses, das vor dem Seetore in der „Halben Gasse“ gelegen war.[…] diese führte ihren Namen mit der Tat, denn sie erfreute sich nur einer Reihe Häuser, die eben deswegen freie Aussicht auf die gegenüberliegenden Gärten gewährten.[…] Aus dem Hofe trat man in den Garten, der von der Katzbach, einem schmalen, aber tiefen Wasser durchschnitten war. Diesseits des Wassers war ein ausgedehntes Gemüsewesen, jenseits Wiesen, Obstbäume und Gebüsch.[…] daneben führte ein Pförtchen aufs Feld hinaus und zu den Höhen von Räcknitz und Plauen.“

## Hochwasser
Die unteren Lagen des Kaitzgrundes galten immer als hochwassergefährdet. Die Bürger von Kaitz und Altmockritz erwarteten früher alle sieben bis zehn Jahre ein größeres Hochwasser mit einer Durchflussmenge von 750 bis 1500 Liter pro Sekunde. Eines der größeren gab es im August 1984, hervorgerufen durch einen Sturzregen sowie das von der damaligen LPG betriebene großflächige Rapsfeld am Hang südlich von Kaitz in Richtung Nöthnitz mit einem hohen Abflusswert, da glattflächig gedrillt wurde. In den Gärten am Kaitzbach stand damals das Wasser hüfthoch und, nachdem es abgeflossen war, der Schlamm 10 bis 15 Zentimeter. Nach weiteren zwei Wochen war der blühende Raps einen Meter hoch.
Während des August-Hochwassers im Jahr 2002 trat der Kaitzbach bei einer maximalen Durchflussmenge von 2000 Liter pro Sekunde über die Ufer und richtete in Altmockritz und Strehlen schwere Schäden an (Hochwassermarke am Grundstück Altmockritz 2). Im Großen Garten verursachte er damals eine größere Überflutung. Aus diesem Grund wurden im Zuge des Baus der Bundesautobahn 17 seit dem Jahr 2002 Maßnahmen zum Hochwasserschutz getroffen. Dazu gehörten die Bereinigung, Befestigung und teilweise Verlegung des Bachbettes, die Ergänzung der Uferbepflanzung sowie die Anlage von Überlauf- und Tosbecken und von bepflanzten Zonen im Verlaufe des Baches.
Zwei weitere Teilstücke der unterirdisch verlaufenden Bereiche des Bachs sind 2006 im Stadtteil Strehlen wieder offengelegt worden. Das in der Nähe des S-Bahn-Haltepunkts Strehlen endende Teilstück ist durch seine landschaftliche Eingliederung (neu gebaute Brücke, neues Tosbecken, Natursteinbefestigungen der Ufer mit Geländern) eine Ergänzung der Naherholungszone dieses Stadtteils geworden.